# Sacred Warpath
Sacred Warpath šesti je EP njemačkog thrash metal-sastava Sodom. Objavljen je 28. studenoga 2014. u Europi i 20. siječnja 2015. u Sjedinjenim Državama.

## Popis pjesama
| 1.    | »Sacred Warpath«             | 5:45 |
| 2.    | »The Saw Is the Law« (uživo) | 4:55 |
| 3.    | »City of God« (uživo)        | 2:48 |
| 4.    | »Stigmatized« (uživo)        | 5:35 |
| 19:03 |                              |      |

## Zasluge
Sodom
- Tom Angelripper – vokal, bas-gitara
- Bernemann – gitara
- Makka – bubnjevi